# Vantage Hill
Der Vantage Hill (englisch für „Aussichtshügel“) ist ein über 2000 m hoher Hügel mit abgeflachtem Gipfel im Australischen Antarktis-Territorium. In der westlichen Britannia Range des Transantarktischen Gebirges ragt er 300 m über das Niveau des Polarplateaus 16 km südwestlich des Mount Henderson hinaus.
Der Hügel ist das südlichste der von der Mannschaft zur Erkundung des Darwin-Gletschers bei der Commonwealth Trans-Antarctic Expedition (1955–1958) erreichten geographischen Objekte. Sie benannte den Hügel nach der Aussicht, die sich von seinem Gipfel aus bietet.